# Украли жениха
«Украли жениха» (азерб. Bəyin Oğurlanması) — азербайджанская советская музыкальная комедия 1985 года.

## Сюжет
В азербайджанскую деревню приезжает съёмочная группа, чтобы снять фильм о счастливой любви, главными исполнителями ролей которого становятся бывшие муж и жена. По ходу съёмок герои фильма восстанавливают свои чувства и с полной искренностью демонстрируют перед камерой сильную любовь друг к другу. В это же время в деревне идут приготовления к настоящей свадьбе. Юные Гасан и Ясэмен любят друг друга, но отец девушки, Исрафил, против свадьбы, поскольку он сам в молодости испытывал нежные чувства к матери юноши, но её за него не выдал отец. Намереваясь как можно скорее отснять настоящую свадьбу, съёмочная группа, наперекор желанию Исрафила, торопит приближение свадьбы молодых...

## Создание фильма
Режиссёр фильма Вагиф Мустафаев вспоминает:
По возвращении в Баку я размахнулся на картины европейского масштаба. И вдруг мне предлагают фильм, от которого ушёл режиссёр, даже не приступая к съёмкам. Это было советское время, горела единица и киностудия "Азербайджанфильм" била тревогу. Даже Москва уже забеспокоилась: фильм этот назывался "Украли жениха". Это была серьёзная картина, фильм-опера, все вокруг пели: И вот меня и очень талантливого и известного, ныне покойного Джейхуна Мирзоева пригласили на "ковёр" и заявили, что мы должны это снять. Я сказал, что у меня нет такого желания. Мне ответили, что если нет, то надо, чтобы оно появилось, потому что если я не возьмусь за это дело, то дел у меня в кино не будет вообще. Я тогда переписал сценарий, который не сказать что был плохой. Он был хорош, но по-своему. Но не по-моему. Он был просто не смешной. Я сел и начал всё это переписывать. В итоге всё стало в картине смешно. И мы с Джейхуном поехали в Шемаху снимать фильм.

## В ролях
- Яшар Нури — Исрафил
- Шамиль Сулейманов — Гасан
- Гасан Турабов — Асад
- Гаджи Исмайлов — Таги
- Натаван Мамедова — Ясэмен
- Сиявуш Аслан — Мустафа
- Насиба Зейналова — тётя Насиба
- Латифа Алиева — мать Гасана
- Ариф Кулиев — Мириш
- Тамара Шакирова — Нигяр
- Эльданиз Зейналов — председатель следственной комиссии
- Самандар Рзаев — директор совхоза Идаят
- Гюмрах Рагимов — «Бродяга»
- Мирза Бабаев — Аманоглу
- Видади Гасанов — Муса
- Расми Джабраилов — Ахмед
- Фирангиз Муталлимова — Телли
- Шукюфа Юсупова — журналистка
- Физули Гусейнов — Эльхан
- Алескер Мамедоглу — пиротехник Алескер
- Руслан Насиров — Гасым
- Энвар Гасанов — Акиф
- Низами Мусаев — Низами
- Рамиз Азизбейли — Исабала
- Алигулу Самедов — Алигулу
- Ильхам Намик Камал — звукооператор
- Карен Аванесян — парикмахер Ашот

## Ссылка
- Украли жениха (1985). Фильм.Ру